# Zodiac Premium Galleys
Die Zodiac Premium Galleys, ein Tochterunternehmen der französischen Zodiac Aerospace Gruppe, ist ein Flugzeugzulieferer von Flugzeugküchen (Galley) und Flugzeugküchengeräten (Galley Inserts). Das Unternehmen hat den Sitz in Herborn und eine Produktionsstätte in Burg sowie ein eigenes Konstruktionsbüro in Homberg (Ohm). Insgesamt werden 1080 Mitarbeiter beschäftigt.

## Geschichte

### Vorläufer
Die Burger Eisenwerke stellten Werner Sell ein, der mit seiner Firma auch Flugzeugküchen produzierte. Mit seiner Einstellung erlosch dessen Firma „Sell“. 1958 wurde die Burger Eisenwerke von der Buderus AG übernommen und ein Teilbereich als „Buderus Sell GmbH“ geführt, wobei der Name des Ingenieurs wiederbelebt wurde. Im Jahr 1990 wurde eine neue Werkhalle in Ludwigshütte in Betrieb genommen. 1997 wurde die Buderus Sell GmbH durch die englische Firma Britax International übernommen. Durch die Verlagerung des Produktionsstandortes von Rumbold, ebenfalls eine Britax Tochter, nach Herborn, konnte die Produktpalette um Flugzeugküchengeräte erweitert werden.

### Gründung der Sell GmbH
2003 wurde zu Ehren des Ingenieurs Werner Sell die Unternehmensteile von Britax in „Sell GmbH“ umbenannt. Bereits 2010 veräußerte Britax das Unternehmen an den französischen Konzern Zodiac Group. Mit 25.200 Mitarbeitern ist Zodiac Aerospace das weltweit führende Unternehmen in der Flugzeugzulieferindustrie. Sell ist neben anderen Tochterunternehmen einer der 117 Standorte weltweit. Das Unternehmen wurde mittlerweile in Zodiac Premium Galleys umbenannt.
In 2018, integriert die Business Zodiac Premium Galleys durch die Übernahme von Zodiac den Konzern Safran. Zodiac Premium Galleys wird ab 2019 Safran Cabin Germany. 

## Produkte
Die Zodiac Premium Galleys produziert Flugzeugküchen und Flugzeugeinrichtungen für weltweit führende Fluggesellschaften und Flugzeughersteller.
2011 hatte Sell den 30.000. Konfektionsofen der -8201 Serie an die Deutsche Lufthansa ausgeliefert. Im Jahr 2015 konnte Sell mit der 50.000. Flugzeugküche für einen A380 von Etihad Airways ein weiteres Jubiläum feiern.
Zodiac Premium Galleys besitzt 70 Prozent Marktanteil bei der Flugzeugküchenausstattung des neuen Airbus Großraumfliegers A380 und ist Weltmarktführer bei Küchen für Langstreckenflugzeuge. Außer den Flugzeugküchen und Öfen baut Zodiac Premium Galleys auch Kaffeemaschinen, Wasserkocher, Brötchenwärmer und andere Elemente der Kabineneinrichtung.